# Орбелиани, Иосиф Константинович
Ио́сиф Константи́нович Орбелиа́ни (1825—1879) — князь, генерал-майор, герой Крымской войны.
Родился в 1825 году. Произведённый 10 августа 1845 года в офицеры, Орбелиани в течение всей своей жизни на Кавказе принимал самое деятельное участие в покорении этого края и управлении им.
Благодаря своим военным отличиям, он быстро повышался в чинах и в 1853 году был уже майором и командиром 4-го батальона Грузинского гренадерского полка (в должности с 1851 года). В этом году он отличился в сражении с турками 19 ноября под Башкадыкларом. 6 февраля 1854 года он был награждён орденом св. Георгия 4-й степени (№ 9290 по кавалерскому списку Григоровича — Степанова)
Находясь со своим батальоном в штурмовой колонне, примером собственной храбрости воодушевлял нижних чинов, и, ведя батальон на неприятельскую позицию, презирая очевидную опасность, овладел батареей. Когда неприятель был разбит окончательно, то штаб-офицер этот, преследуя его, ранен картечью в левую ногу, которая вследствие этого отнята у него ниже колена.
В 1856 году произведён в полковники, 6 марта 1868 года получил чин генерал-майора и назначен помощником начальника Кавказской гренадерской дивизии.
Время русско-турецкой войны 1877—1878 годов он занимал пост командующего войсками Алазанской долины, а по окончании войны, состоял при Кавказской армии. За отличия, выказанные во время этой войны, он был награждён орденом св. Владимира 2-й степени с мечами.
Скончался 6 января 1879 года в Тифлисе. Тело его погребено в селении Кумиси.
Среди прочих наград князь Орбелиани имел ордена: св. Анны 2-й степени (1863 год), св. Владимира 3-й степени (1866 год), св. Станислава 1-й степени (1870 год).